# Serielle Musik
Serielle Musik (auch Serialismus oder Serialität, von frz. musique sérielle, 1947 eingeführt von René Leibowitz; engl. serial music) ist ein Genre der Neuen Musik, das sich ab etwa 1948 entwickelte.

## Entstehung
Serielle Musik ist eine Weiterentwicklung der Zwölftontechnik von Arnold Schönberg und wird nach strengen Regeln komponiert. Die Kompositionstechnik basiert auf dem Versuch, möglichst alle Eigenschaften der Musik, wie zum Beispiel Tondauer, Tonhöhe und Lautstärke, auf Zahlen- oder Proportionsreihen aufzubauen. Diese Idee einer musique pure entspringt dem Wunsch, eine Musik von möglichst großer Klarheit hervorzubringen, frei von Redundanz, Unbestimmtheit und der Beliebigkeit des persönlichen Geschmacks.
Historisch möglich wurde der Serialismus durch die Vorarbeit von Arnold Schönberg und Anton Webern, Vertretern der sog. Zweiten Wiener Schule, die bereits Tonhöhen und Intervallstrukturen nach eigenen Regeln neu ordneten. Während jedoch bei deren Zwölftonmusik lediglich der Tonhöhenverlauf als Reihe festgelegt ist, werden bei der seriellen Musik auch die Parameter Tondauer, Lautstärke und Klangfarbe (worunter – insbesondere bei Klaviermusik – auch Artikulation bzw. Spielart zählen) quantifiziert und in einer vorab festgelegten Proportion reihenmäßig erfasst.
Als erste Komposition, die diesen Regeln nahekommt, gilt Olivier Messiaens Klavierstück Mode de valeurs et d’intensités – auf das sich die nachfolgenden Generationen in der Regel beziehen –, in der er nicht nur die Tonhöhen, sondern auch Tondauern, -stärken und die Artikulation durch reihenähnliche Modi (daher der Titel) organisierte, die aber noch einen höheren Grad kompositorischer Freiheit zuließen. Messiaen selbst sagte allerdings, die gleichen Techniken bereits einige Wochen vor der Komposition dieses Werkes bei dem Klavierwerk Cantéyodjayâ benutzt zu haben.

## Ausprägungen
Spezielle Ausprägungen der seriellen Musik sind die punktuelle Musik, die Gruppenkomposition und – mit Einschränkungen – die statistische Musik. Auch Molekulare Musik und Stochastische Musik berufen sich auf den Serialismus.
Entgegen einer weitverbreiteten Annahme ist es nicht Sinn der seriellen Musik (oder genauer: mittels serieller Techniken komponierter Musik), dass die Konstruktionsprinzipien hörend nachvollzogen werden. Vielmehr dient die Vororganisation ähnlichen Zwecken wie die Tonsatzlehren früherer Zeiten, nämlich bestimmte, als falsch empfundene Konstellationen zu vermeiden. In der Klassik waren das beispielsweise Quintparallelen, bei Schönberg das Oktavverbot, bei der seriellen Musik die Vermeidung tonaler Strukturen oder regelmäßiger Rhythmen. Der „Sinn“ dieser Musik ist von deren Herstellungsverfahren ähnlich weit entfernt wie der „Sinn“ eines Bachschen Chorals von den Geboten der regelhaft gesetzten Vierstimmigkeit.
Daher sind auch Kritiken unzutreffend, die ein Problem darin sehen, dass:
- die Rezeption auf der begrenzten Merkleistung des menschlichen Kurzzeitgedächtnisses (20 s Behaltensleistung neuer Informationen) basiert, die es unmöglich mache, die komplexen musikalischen Strukturen durchzuhören. Nun ist einerseits empirisch erwiesen, dass ein Durchschnittshörer auch die Themen der drei Themengruppen im Hauptsatz (das sind neun Themen allein in der Exposition) einer Bruckner-Symphonie weder erkennen noch im Gedächtnis halten kann, und dass das materialimmanente Hören als Erkenntnisleistung insgesamt nicht gegeben ist. Andererseits ist die Materialebene nicht mit der Gestaltebene gleichzusetzen.
- die Interpretation durch die scheinbar begrenzte Exaktheit von Instrumental- und Singstimmen verhindert, dass die überexakten Angaben der Komponisten hinreichend präzise reproduziert werden können. Hier hat die jüngere Geschichte gezeigt, dass die als unüberwindbar geltenden Schwierigkeiten spätestens von der nächsten Generation gelöst werden können – ähnlich wie die einst als „übermenschlich“ geltenden Schwierigkeiten Lisztscher Klavieretüden unterdessen längst Prüfungsaufgabe von gewöhnlichen Konservatoriums-Abschlüssen geworden sind.
- der Einsatz von Regeln und die Operation mit Zahlentabellen zu einer von jeder Musikalität freien „Papiermusik“ führe. Zumindest bei den bedeutenden Vertretern der seriellen Musik determinierten die der Musik zugrunde liegenden Regeln (mit ganz wenigen Ausnahmen) das Werk nicht vollständig, sondern ließen der musikalischen Erfindung und Gestaltung durch den Komponisten durchaus Freiräume.

## Weiterentwicklung
Die Forcierung der Materialdurchformung führte zur elektronischen Musik, die in keiner Hinsicht mehr den Beschränkungen des traditionellen Instrumentariums unterworfen ist.
Als Schlüsselwerke serieller Kompositionstechnik gelten: Pierre Boulez’ Structures für 2 Klaviere, Karlheinz Stockhausens Kontra-Punkte für Ensemble und Gruppen für drei Orchester. Zu den wichtigsten Vertretern der seriellen Musik zählen:
- Karlheinz Stockhausen
- Karel Goeyvaerts
- Luigi Nono
- Pierre Boulez
- Luciano Berio
- Gottfried Michael Koenig

## Abgrenzung
Eine Verwechslungsmöglichkeit ist durch den englischen Sprachgebrauch gegeben. Dort bezeichnet serial music oft die Zwölftontechnik im Sinne von Schönberg, während die serielle Musik als total serialism bezeichnet wird. Im deutschen Sprachgebrauch lässt sich darüber hinaus eine Begriffsverwirrung mit nicht seriellen, sondern repetitiven Kompositionstechniken (s. Minimal Music) beobachten (Bsp.), wohl in falscher Analogiebildung zur seriellen Kunst und ihren Techniken.